# Східний Комбо
Східний Комбо — один з 6 районів округу Західний Гамбії. Населення — 28 146 (2003). Фульбе — 10,69 %, мандінка — 50,20 %, 28,83 % — Діола (1993).